# Ivan Konstantinovich Aivazóvski
Ivan Konstantinovich Aivazovskii (em russo:  Ива́н Константи́нович Айвазо́вский Teodósia, Crimeia, 29 de julho de 1817 – Teodósia, 5 de maio de 1900) foi um pintor Ucrâniano de ascendência armênia, do movimento do romantismo, conhecido por suas paisagens marítimas. Morreu deixando um repertório de mais de seis mil obras, entre elas, a mais famosa, Nona Onda. Sua família era de origem armênia, residente do porto de Teodósia, na Crimeia, na margem do Mar Negro.
Na sua época um dos mais proeminentes artistas com identidade Ucrâniana(por erro de muitos considerado como Russo), Ivan era também extremamente popular fora do Império Russo. Expôs em diversas galerias pela Europa e Estados Unidos em seus mais de 60 anos de carreira. Foi um dos mais prolíficos pintores e apesar de grande parte de seus quadros serem de paisagens marítimas, ele também pintou cenas de batalhas, retratos de personalidades e paisagens da Armênia. Seus trabalhos hoje estão espalhados pela Europa, em museus na Rússia, Armênia, Ucrânia e em coleções particulares.

## Biografia

### Vida pessoal
Ivan Aivazovsky nasceu em 17 de julho de 1817, em Teodósia, na Crimeia, na época parte do Império Russo, hoje na Ucrânia. Seus registros de batismo são da Igreja Apostólica Armênia de St. Sargis, onde ele aparece como Hovhannes, filho de Gevorg Aivazian (em armênio/arménio:  Գէորգ Այվազեանի որդի Յօհաննեսն). Pouco se sabe sobre sua infância. Sabe-se que durante seus estudos na Academia de Artes da Rússia, ele era chamado pelo nome de Ivan Gaivazovsky e se tornaria conhecido pelo nome de Aivazovsky a partir de 1840, quando esteve na Itália. Em 1844, ele já assinava cartas pessoais com a versão latinizada de seu nome: Giovani Aivazovsky.
Seu pai, Konstantin (cerca de 1765–1840), foi um mercador armênio de origem polonesa-lituana, da região da Galícia. Sua família migrou da região leste da Armênia para a Europa Ocidental ainda no século XVIII. Depois de vários conflitos familiares, Konstantin deixou a Galícia e se mudou para a Moldávia, depois indo para a Bucovina, antes de enfim se estabelecer em Teodósia, o começo de 1800. Inicialmente conhecido por Gevorg Aivazian (Haivazian ou Haivazi), ele alterou o sobrenome, adicionando o sufixo polaco -ski no final, tornando-se Gaivazovsky. Sua mãe, Ripsime, era armênia de Teodósia. O casal teve cinco filhos, sendo três meninas e dois meninos. O irmão mais velho de Ivan, Gabriel Aivazovsky, foi um proeminente historiador e arcebispo da Igreja Apostólica Armênia.

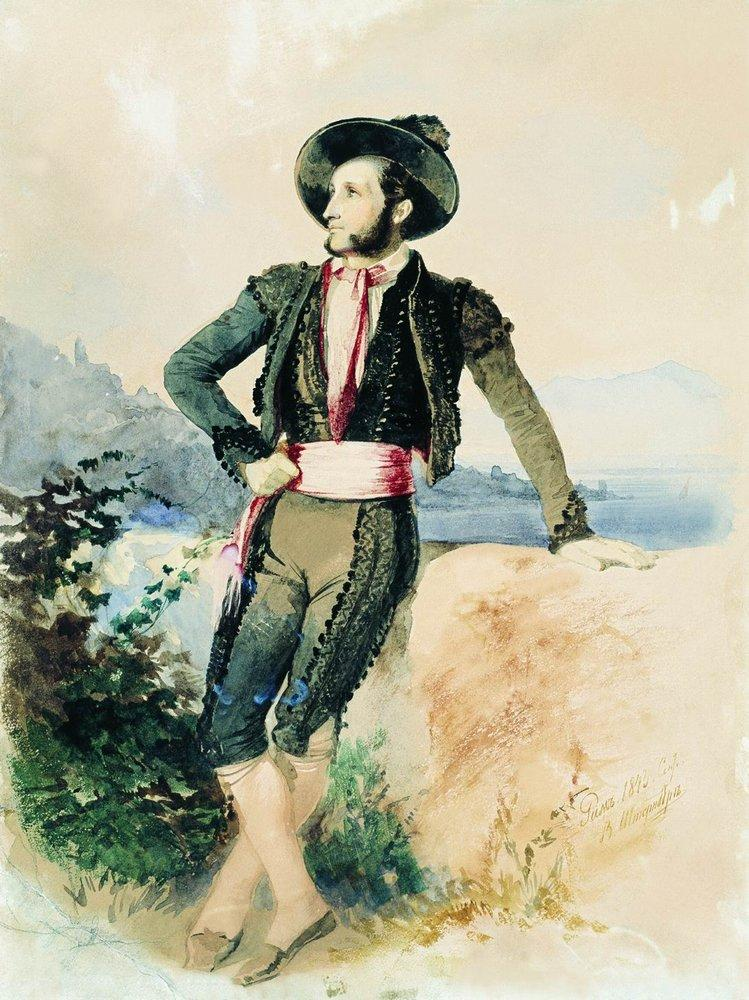
Aivazovsky em uma roupa típica italiana, por Vasily Sternberg, 1842

No outono de 1836 Ivan apresentou cinco quadros de paisagens marítimas na academia onde estudava. A exposição e os seus quadros foram deveras apreciados. 1837 foi o ano em que se decidiu a aplicar-se na concretização de paisagens marinhas.
Viajou pela Itália (onde visitou Roma, Veneza, Florença e Pádua), a Alemanha, a França, a Espanha e os Países Baixos. Ficou em cada um destes países largos meses. Meses, esses, todos passados a pintar as mais belas paisagens marinhas da Europa. Nos referidos países também realizou algumas exposições todas com relativo sucesso. William Turner, um proeminente pintor inglês, ao visitar uma das exposições, ficou encantado com a complexa precisão e brilhante concepção dos ambientes marítimos, presentes nos quadros de Aivazovskii.
Em 1844, Ivan Konstantinovich volta à Rússia onde fica alguns meses. Depois volta a visitar a restante a Europa, tendo viajado para a Grécia. Seguidamente, descobre a África e a Ásia, tendo ido à Turquia e ao Egito.
De volta à Rússia, pinta os seus dois mais famosos quadros: Mar Negro e Nona Onda. Estes tiveram imenso sucesso e influência na pintura russa, desde então.
Já rico e bastante conhecido, esbanja imenso dinheiro a fazer caridade e abre, na sua cidade natal de Teodósia, na Crimeia, uma Academia de Belas-Artes, a primeira da cidade. Hoje em dia, os seus quadros encontram-se expostos nos melhores e maiores museus (Museu Hermitage e Museu Sakip Sabanci, por exemplo) e galerias de arte do mundo, e os seus quadros, em leilões, atingem exorbitantes valores.

## Morte
Ivan Aivazovsky morreu em 19 de abril de 1900 (2 de maio pelo calendário gregoriano), em Teodósia. Segundo seu testamento, ele foi sepultado no jardim da Igreja Armênia de St. Sargis, em um sarcófago branco de mármore, feito pelo escultor italiano L. Biogiolli, em 1901. No epitáfio está escrito, em armênio:
| “ | Nasceu mortal, mas deixou um legado imortal. | ” |

Após sua morte, sua esposa Anna viveu praticamente reclusa, e faleceu em 25 de julho de 1944, sendo enterrada ao seu lado.

## Galeria

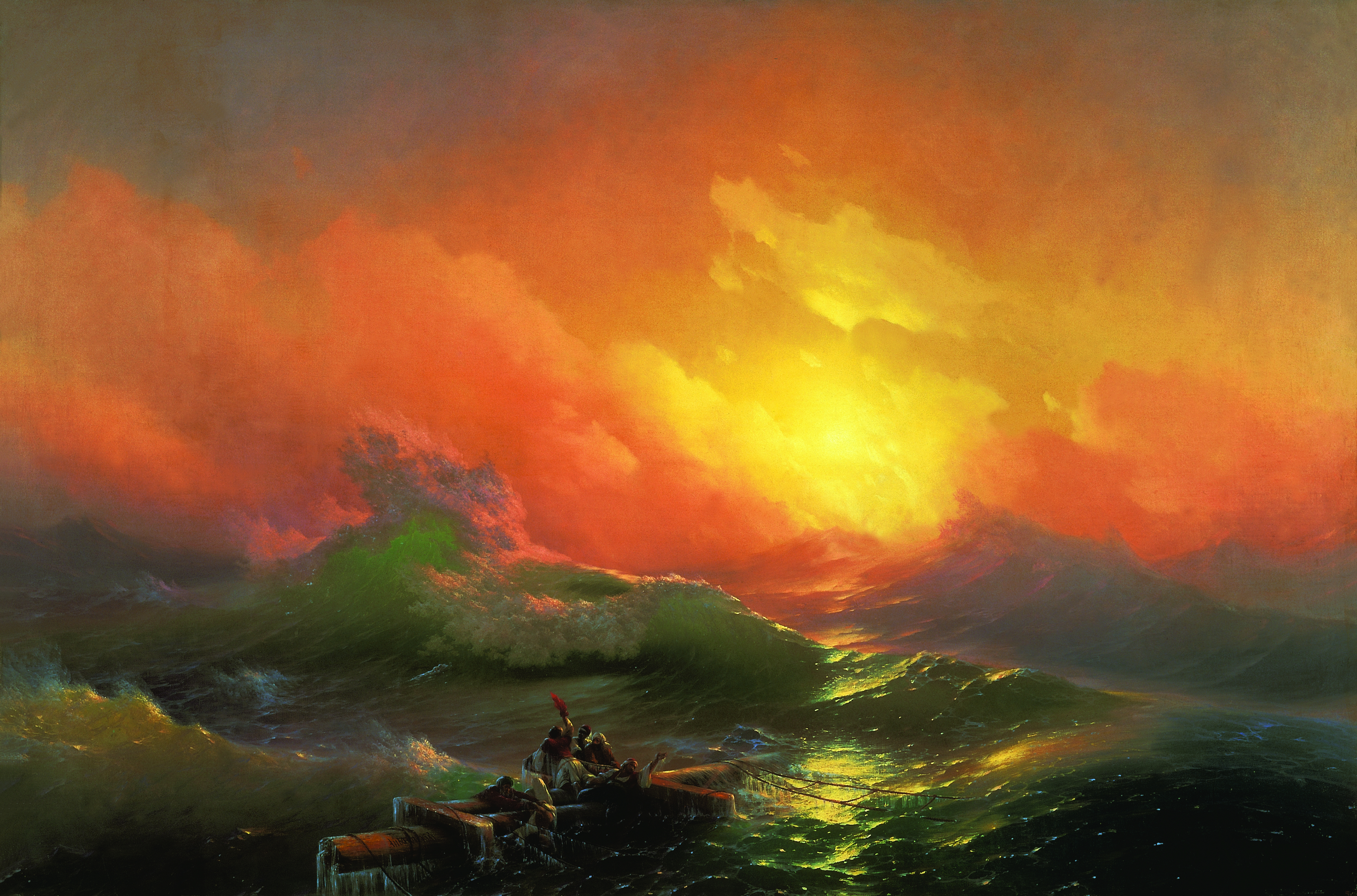
The Ninth Wave, 1850. Óleo sobre tela, 221 × 332 cm
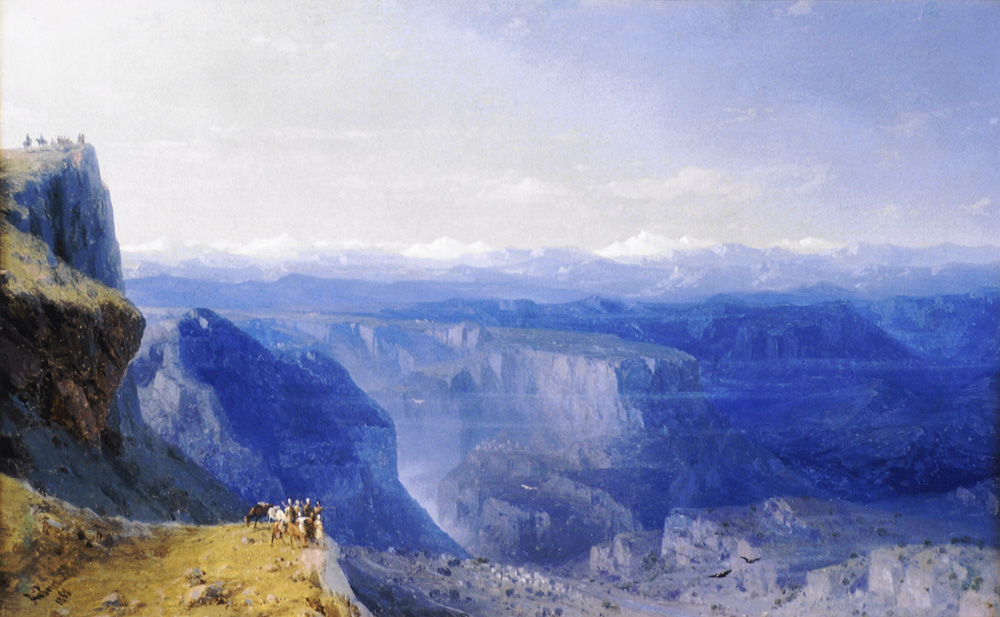
The Caucasus, 1863. Óleo sobre tela, 41 x 63 cm
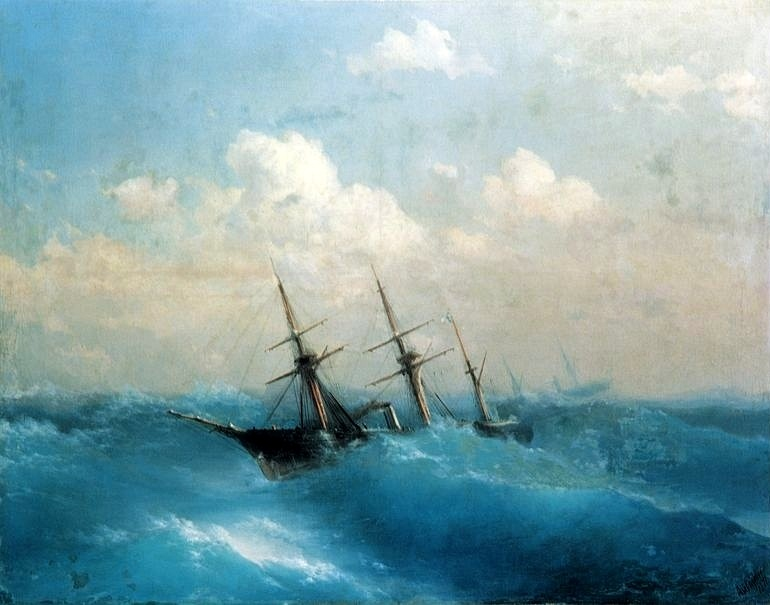
Storm, 1871. Óleo sobre tela, 103 × 132,5 cm
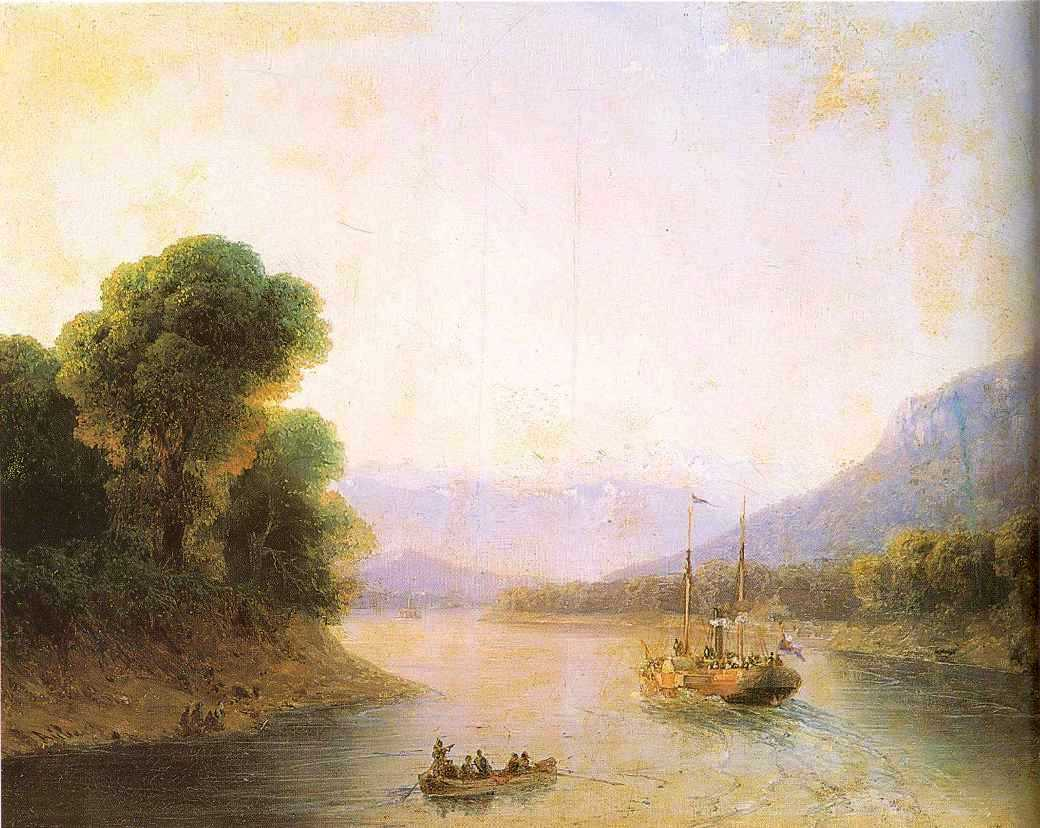
The Rioni River, 1870. Óleo sobre tela, 36 x 44 cm. Galeria Nacional da Armênia
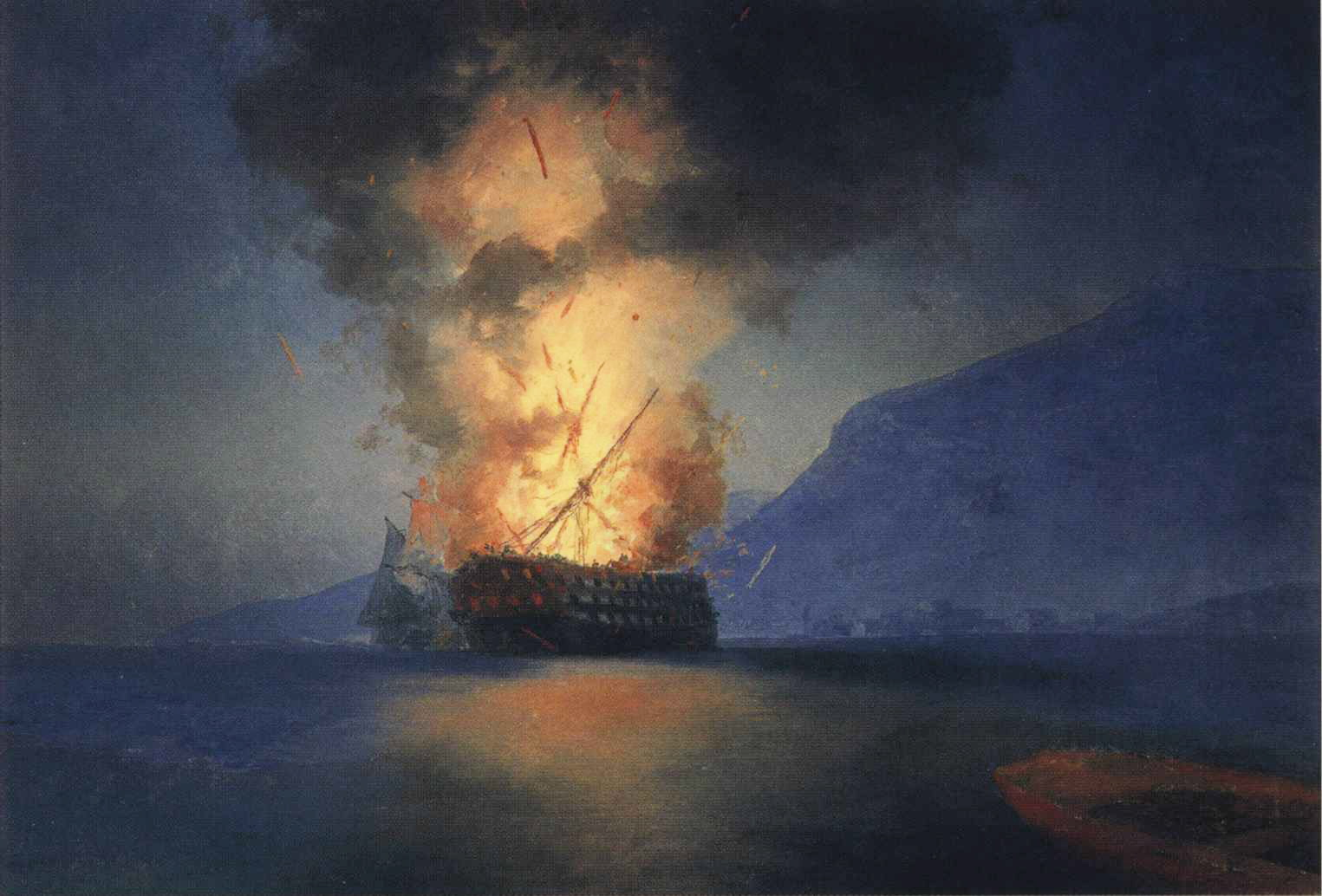
Exploding Ship, 1900. Óleo sobre tela, 67 x 96.5 cm
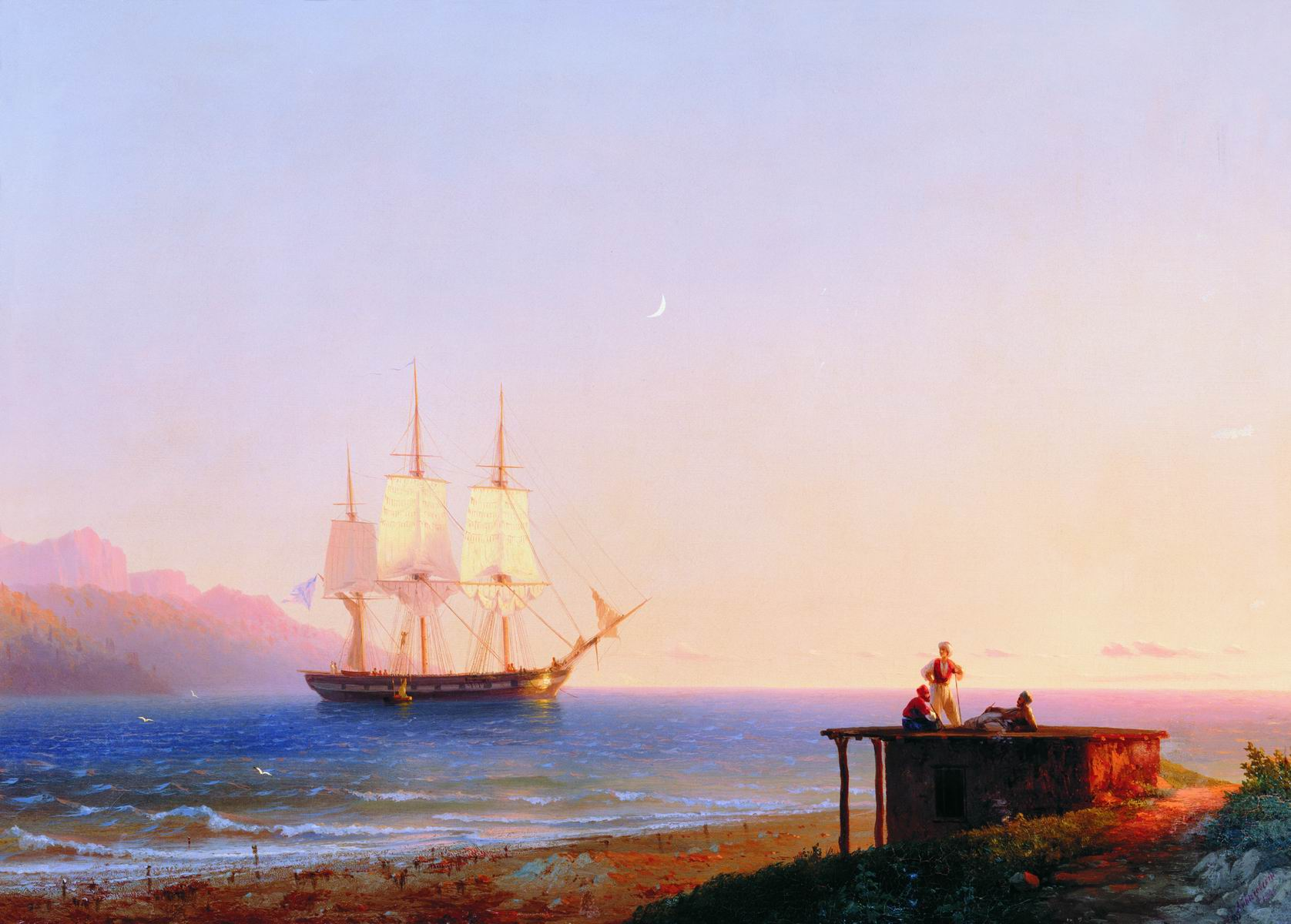
Fragata à vela, 1838. Óleo sobre tela, 57x82 cm
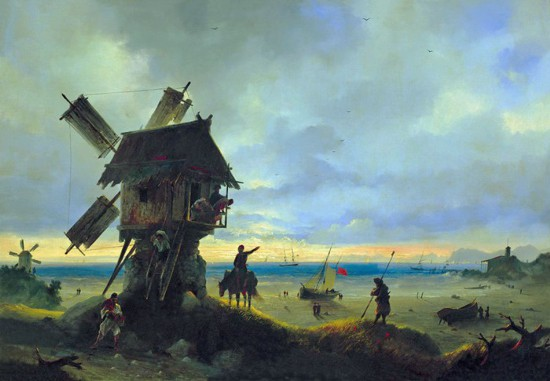
Moinho de vento na praia, 1837, óleo sobre tela
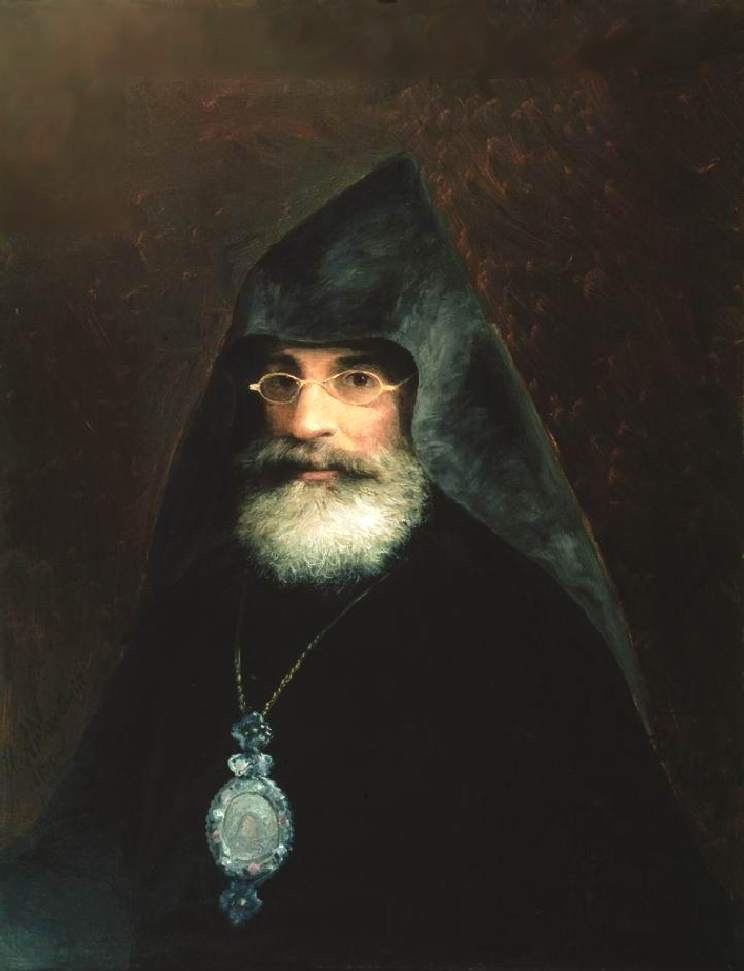
Retrato do arcebispo Gabriel Aivazyan, 1883. Óleo sobre tela, 93 x 73 cm
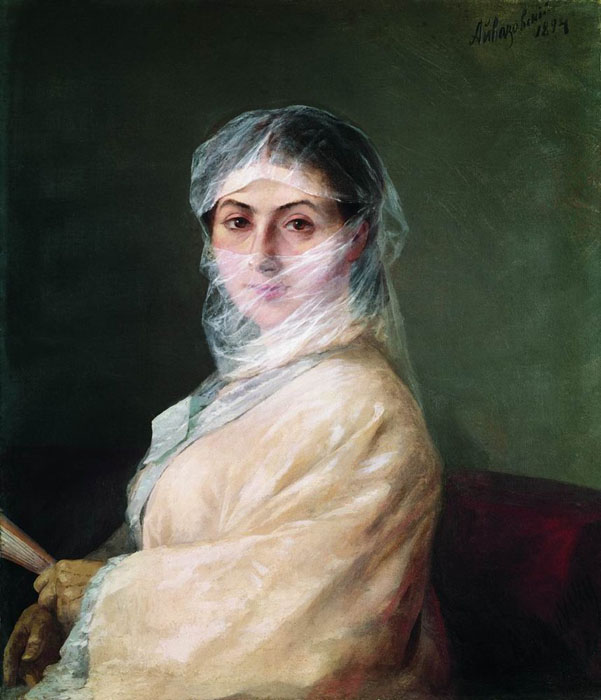
Retrato da esposa, Anna Burnazyan-Sarkisova, 1882. Óleo sobre tela,  73 x 62 cm
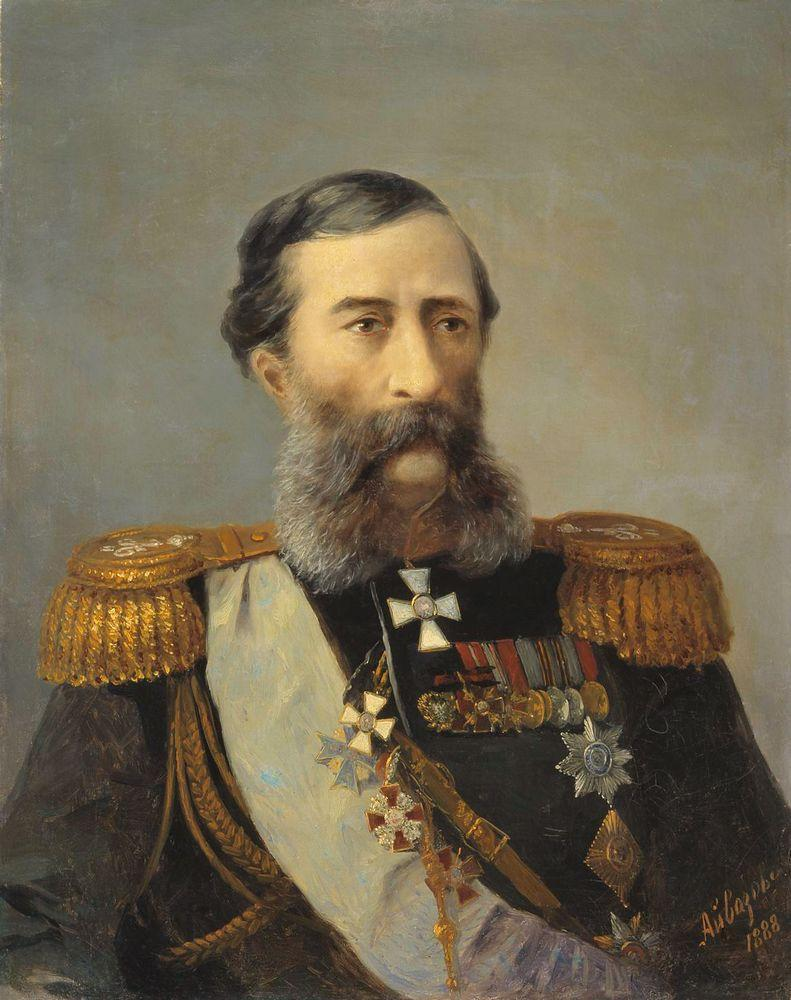
Retrato do Conde M.T. Loris-Melikov, 1888. Óleo sobre tela.